# El místic
El místic és un drama en quatre actes, original de Santiago Rusiñol, estrenat per primera vegada al teatre Romea de Barcelona, per la companyia del Teatre Català, al nit del 5 de desembre de 1903, sota la direcció del primer actor Enric Borràs.
Se'n va fer una versió cinematogràfica el 1926, i una altra el 1950.

## Repartiment de l'estrena
- Mossèn Ramon, en el primer acte Ramon, 25 anys: Enric Borràs.
- Francisca, mare de Mossèn Ramon, 55 anys: Maria Morera.
- Mossèn Joan, germà de la Francisca i oncle de Mossèn Ramon, 60 anys: Jaume Virgili.
- Marta, neboda de la Francisca i de Mossèn Joan, 22 anys: Dolors Delhom.
- Senyor Bisbe, 60 anys: Iscle Soler.
- Jordi de Pous, poeta catòlic, 30 anys: Victorià Oliver.
- Senyor Andreu, diputat provincial, 40 anys: Vicent Daroqui.
- Sariol, esnob, 30 anys: Joan Domènech.
- Miquel, obrer, 34 anys: Sr. Viñas.
- Secretari del bisbe, capellà pulcre i elegant, 40 anys: Modest Santolària.
- La Baronessa, elegant, 35 anys: Sra. Clemente.
- La Presidenta de les dames, elegant i seriosa, 50 anys: Pilar Forest.
- El Campaner, 50 anys: Jaume Capdevila.
- Pobre primer, 60 anys: Agustí Antiga.
- Pobre segon, 60 anys: Casimir Ros.
- Dos patges, pobres i nois.